# Irving Brokaw

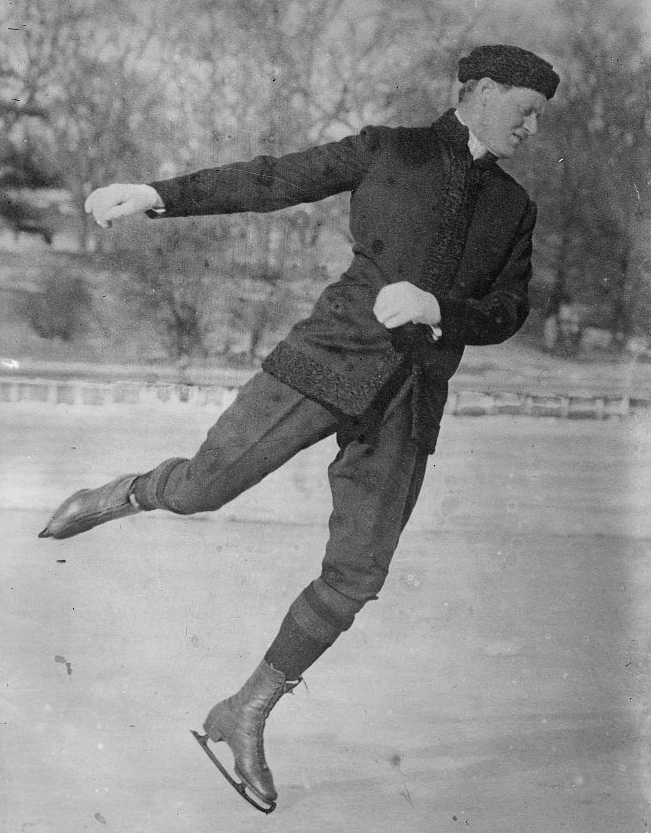
Irving Brokaw.

Isaac Irving Brokaw, född 29 mars 1870 i New York, död 18 mars 1939 i Palm Beach, Florida, var en amerikansk konståkare. Han kom sexa vid olympiska spelen 1908 i London i singel herrar.